# Ronda del Litoral

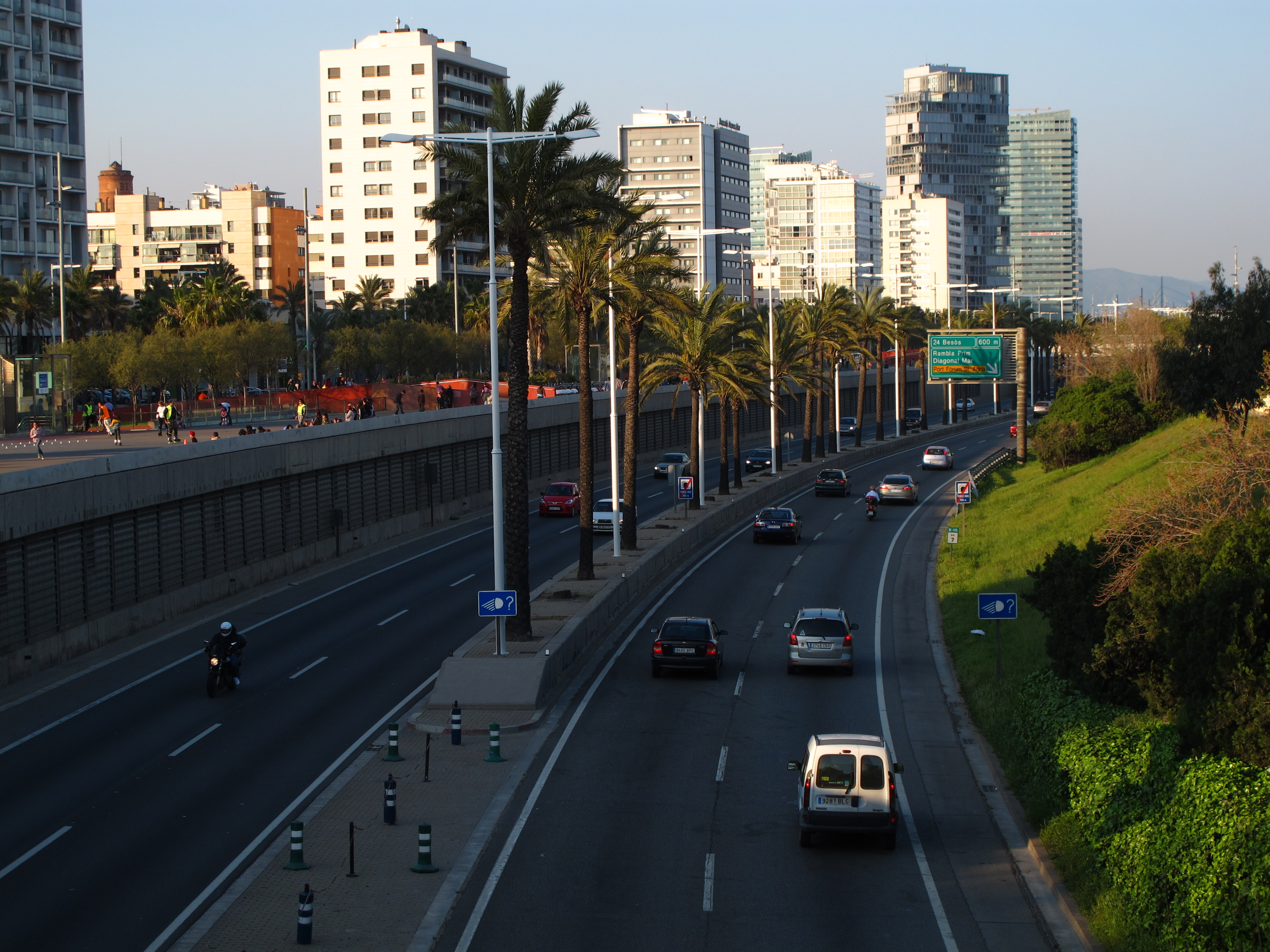
Vista de la ronda litoral al seu pas per Diagonal Mar

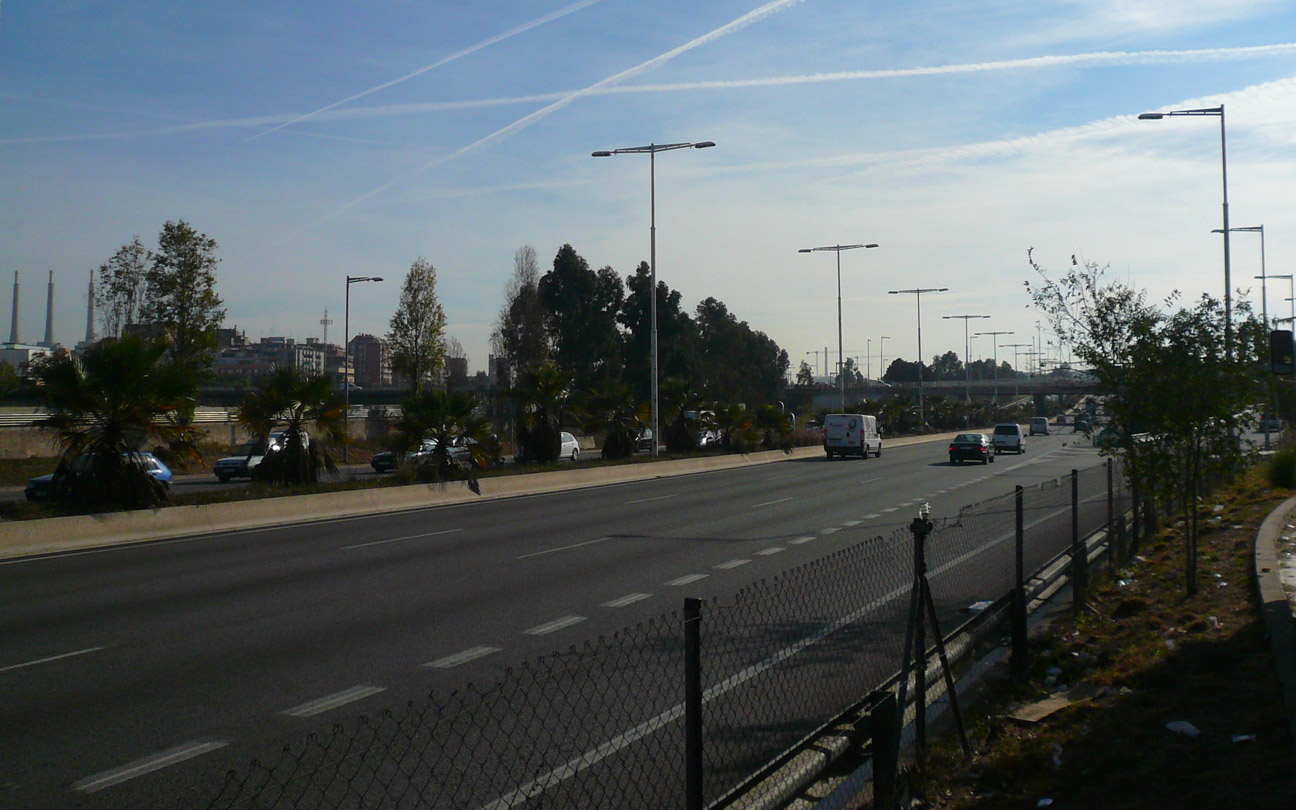
La Ronda del Litoral a la Verneda

La B-10 o Ronda del Litoral (anomenada també Ronda Litoral) és una via ràpida de circumval·lació de 20 km que recorre el cor de l'àrea metropolitana de Barcelona passant pel sud de Barcelona, tot seguint el curs dels rius Llobregat i Besòs, i la mar Mediterrània.
La Ronda Litoral i la Ronda de Dalt desenvolupen la idea plantejada amb el primer cinturó de ronda el 1969 de circumval·lar completament la ciutat de Barcelona per reduir la pressió del trànsit a l'interior de la ciutat. És administrada per l'AMB i el Ministeri de Transports, Mobilitat i Agenda Urbana d'Espanya.
Per tal de construir la Ronda del Litoral, en 1989 es va suprimir el servei ferroviari al Ramal de Marina i les estacions anomenada de les Rodalies, de Bogatell i Poblenou.

## Llistat de sortides
Les sortides de l'anell viari que formen la Ronda de Dalt i la Ronda Litoral són numerades començant pel número 1 al Nus de la Trinitat, segueixen la Ronda de Dalt sentit Llobregat i comencen amb el número 16 a la Ronda Litoral.
| Nombre | Sortida                                                                             |
| ------ | ----------------------------------------------------------------------------------- |
| 16     | B-20, Lleida, Tarragona, El Prat de Llobregat, Aeroport, Castelldefels, C-32 Sitges |
| 17     | Bellvitge, Zona Franca, Mercabarna                                                  |
| 18     | Zona Franca, Port, Pg. Zona Franca                                                  |
| 19     | Montjuïc, Pg. Can Tunis, Cementiri                                                  |
| 20     | Port, Port-Mercaderies                                                              |
| 21     | Ciutat Vella, Paral·lel, La Rambla, Montjuïc, Port Vell                             |
| 22     | Barceloneta, Marina, Port Olímpic, Hospital del Mar, Parc del Mar                   |
| 23     | Poblenou, Bac de Roda                                                               |
| 24     | Besòs, Rambla Prim, Diagonal Mar                                                    |
| 25     | Port Fòrum Sant Adrià, Eduard Maristany                                             |
| 26     | Sant Adrià, Port Fòrum Sant Adrià, La Mina, Llull                                   |
| 27     | Badalona, Mataró C-31, Montgat N-II                                                 |
| 28     | Gran Via, Pl. Glòries                                                               |
| 29     | Verneda, Sant Adrià, Rambla Guipúscoa                                               |
| 30     | Bon Pastor, Santa Coloma, Potosí                                                    |

## Intervencions arqueològiques
Les obres del Cinturó litoral de Barcelona van implicar un seguiment arqueològic consistent en l'obertura de diverses rases. La zona d'intervenció es va dividir en dos sectors, el primer estava comprés entre el Morrot i el monument a Colón (sector A), i el segon entre l'extrem nord-est del moll de la Fusta (Plaça Antoni López) i la confluència de l'avinguda Icària amb el Passeig Nacional (sector B).
Els treballs al sector A van consistir en l'obertura d'una gran rasa de 7 m de fondària i uns 30 m d'amplada destinada al soterrament dels vials del Cinturó del litoral. A la zona de Pla de Palau, es va localitzar una part de l'antiga muralla de mar construïda a partir del segle xvi. Es tractava d'un tram de mur amb orientació nord-est/sud-oest de 3,20 m de llargada, 2 m d'amplada i 2,50 m d'alçada màxima. Constava d'una cara vista atalussada, formada per nou filades de carreus de pedra sorrenca, amb dimensions regulars, si bé no tant com en la muralla de mar més moderna. Davant de la muralla, però a un nivell una mica més baix es van documentar uns grans blocs de pedra que podrien formar part d'una escullera.
Per altra banda, també es van localitzar diversos trams de la muralla de mar, construïda a partir de 1834. El tram més extensament documentat corresponia a una estructura murària que presentava una longitud total de 32 m, amb un tram de 19 m d'orientació est/oest (que era el que estava més ben conservat), i un tram de 13 m d'orientació nord-oest/sud-est formant un angle de 125°. El tram est/oest, constava d'una banqueta de fonamentació formada per carreus de pedra sorrenca assentats directament a sobre de les sorres. Per damunt s'hi assentaven diverses filades de carreus regulars de 29 cm d'alçada i 38 cm de llargada. L'alçada màxima de la cara vista que es conservava era d'1,94 m i l'amplada màxima de la muralla era de 2,80 m. Del tram sud-oest/nord-est quedava la part corresponent a la banqueta, que tenia una amplada compresa entre 2,80 i 3 m. La part interior del mur estava reforçat amb un contrafort, de planta quadrada amb 2 m aproximadament de costat. En perpendicular a la direcció del Cinturó del Litoral es va documentar un nou tram de muralla que presentava una direcció est/oest de 13,40 m de llargada i 1,80 – 2,10 m d'alçada. La cara vista era atalussada, amb una inclinació de 7° respecte a la vertical i conservava de 6 a 7 filades. A l'extrem oest, la cara interna de la muralla estava reforçada amb un contrafort de 2,90 m de llargada i 2,20 m d'amplada. Més al nord-oest, l'excavació va posar al descobert tres murs de fonamentació paral·lels entre ells. Segons un plànol del 31 de gener de 1848 formarien part de la infraestructura de la Muralla de Mar. Per altra banda, davant la muralla, i al llarg de tot el recorregut documentat, es va localitzar una “estacada” de troncs d'arbre clavats en l'estrat sorrenc. La línia de troncs era parcialment coberta per la banqueta i, per tant, es va pensar que la construcció havia de ser anterior. Es pensa que es va construir per a impedir que el substrat sorrenc de la base de la muralla cedís pel pes de la mateixa cap a mar.
De cronologia més moderna es va poder documentar una gran plataforma de 10 m d'amplada, 12 m de llargada i 1,80 m d'alçada màxima que consistia amb un engraellat de troncs de fusta i que formaria part de la infraestructura del port modern de Barcelona. Sembla que es podria identificar amb la “Casa de Màquines”, construïda a partir de l'any 1881.
Ja en el sector B, a la zona del passeig de Colón, també es van poder documentar diverses estructures. Cronològicament, les restes més antigues corresponien a una sèrie de murs que formarien part d'una caserna vella, situada en aquest sector. L'any 1775 es va arrasar i se’n va construir una de nova al mateix espai, de la qual també es van identificar murs i un paviment de llambordes.
Per altra banda, també en aquest sector es van poder documentar diferents trams de la muralla de mar. Amb una amplada que oscil·lava entre 1,80 m i 3 m, i una alçada conservada d'entre 3,10 i 3,30 m. La diferència amb els trams de muralla localitzats a l'altre sector era que aquesta presentava uns carreus escairats però amb un aspecte més groller. També es van documentar dues estructures relacionades amb la muralla de mar i que podrien correspondre a dos Baluards. Un tenia la forma de semicercle perfecte d'uns 43 m de radi. L'alçada màxima conservada era d'uns tres metres. L'altra estructura documentada com a baluard consistia en un mur perpendicular a la muralla de mar. A la cara vista s'hi podien veure sis fileres de carreus de pedra sorrenca ben escairats. L'alçada màxima conservada era d'1,25 m i la llargada d'1,80 m. Segons els plànols consultats formaria part del Baluard de les Polses. Entre aquesta estructura i la muralla de mar, hi havia un col·lector construït el 1873, que possiblement travessava el baluard.